# ماكسين ميلر
ماكسين ميلر هي ممثلة كندية، ولدت في 18 يونيو 1949.

## وصلات خارجية
- ماكسين ميلر على موقع IMDb (الإنجليزية)
- ماكسين ميلر على موقع قاعدة بيانات الفيلم (الإنجليزية)